# ガーンジー議会
ガーンジー議会（フランス語：États de Guernesey）は、イギリスの王室属領であるガーンジー行政区の立法機関。ガーンジー議会は一院制を採用しており、47名の議員で構成されている。議会の任期は4年。現在の執達吏（議長）はリチャード・マクマホン（英語：Richard McMahon (bailiff)）卿。